# Bombardement de Cana de 2006
 (mars 2018).
Le bombardement de Cana, aussi connu sous le nom de massacre de Cana, a été perpétré par un avion dirigé par l'armée israélienne sur le village de Cana (Liban) dans la nuit du 30 juillet 2006 au cours du conflit israélo-libanais de 2006.
L'attaque et l'effondrement d'un bâtiment ont fait 28 morts, dont 16 enfants (selon un premier bilan, la police libanaise avait annoncé plus de 62 morts civils dont 42 enfants dont une quinzaine de handicapés physiques ou mentaux[réf. nécessaire]). Certains parlent de massacre et établissent un parallèle avec les circonstances de la mort de civils au cours du bombardement de Cana de 1996, où une centaine de civils avaient trouvé la mort.

## Contexte du drame
L'événement survient après plusieurs semaines d'affrontements entre l’armée israélienne et le Hezbollah, dans le contexte d'un nouveau conflit qui frappe le Liban et le nord d'Israël. Le gouvernement israélien et certains médias accusent le Hezbollah d'utiliser la population civile comme des boucliers humains.
Pendant deux semaines, Israël dit avoir prévenu les populations d'évacuer les régions qui servent de bases de tir de roquettes et de missiles vers le territoire israélien. Dan Gillerman, ambassadeur israélien aux États-Unis, a déclaré qu’« Israël a répété aux résidents de Cana qu'ils devaient partir, et qu'il ne serait pas surprenant que le Hezbollah les ait fait rester », mais les routes qui relient Cana aux villages voisins étaient impraticables ou très dangereuses, étant soumises au pilonnage quotidien de l'artillerie israélienne.
Le drame de Cana intervient après deux semaines de bombardements israéliens, qui d'après l'Agence France-Presse auraient fait au moins 548 victimes au Liban, dont 465 civils.

## Déroulement des faits
Israël considère la ville de Cana comme un site de tir du Hezbollah. L'armée a donc décidé de bombarder Cana entraînant ainsi le pilonnage de la ville pendant plus de deux heures. Ce bombardement a détruit des dizaines de bâtiments dont un immeuble de trois étages qui, d'après l'armée israélienne, était une base de lancement de missiles katioucha. Ce bombardement a provoqué la mort de 28 des 63 habitants de l'immeuble bombardé. On compte 16 enfants et plusieurs femmes parmi les victimes (selon les secouristes libanais). 20 personnes bloquées sous les ruines d'un abri en sont retirées.

## Responsabilités du drame
Le bombardement a entraîné de nombreuses protestations, ainsi que l'annulation de la visite de Condoleezza Rice, la secrétaire d'État des États-Unis, à Beyrouth, qui de source officielle libanaise, « n'est plus la bienvenue au Liban, tant qu'un cessez-le-feu n'aura pas été conclu ». Le premier ministre, Fouad Siniora, a « exclu tout dialogue après le massacre » et a indiqué qu'« une enquête internationale doit avoir lieu sur le massacre ». À Beyrouth, des milliers de Libanais ont manifesté, certains sont entrés dans le QG de l'ONU à Beyrouth, en cassant les vitres.
D'après le gouvernement israélien, le nombre important de victimes civiles est imputable au Hezbollah qui se servirait de la population comme « bouclier humain ». Les habitants ont affirmé qu'il n'existait aucun membre du Hezbollah à Cana et contestent. Selon des sources israéliennes également, l'immeuble en question aurait non seulement pu servir de cache pour des installations de lancement de missiles mais se serait effondré près de sept heures après les bombardements. Un survivant infirme cette version des faits en affirmant que l'immeuble qui était bombardé à 1 heure du matin a subi deux raids de la part de l'armée israélienne et un correspondant d'al-Jazeera dit que l'immeuble s'est effondré tout de suite, les corps n'ayant pu être retirés que sept heures après le bombardement à cause des bombardements intenses,.
Le chef d'état-major de l'Armée de l'air, le général Amir Eshel, a cependant fait remarquer dans une conférence de presse à Tel Aviv dimanche soir[Quand ?] qu'il n'y avait pas forcément de rapport de cause à effet entre le raid de Tsahal sur Cana et l'écroulement d'un immeuble du village. L'officier a laissé entendre que des armes entreposées par le Hezbollah dans l'édifice ont pu exploser quelques heures après le bombardement et provoquer alors l'effondrement du bâtiment. Un média de l'extrême droite libanaise non lié au gouvernement israélien, Libanoscopie, avait rejoint l'idée d'une manipulation orchestrée par le Hezbollah pour utiliser le symbole de Cana et empêcher toute négociation israélo-libanaise .
Une investigation ordonnée par l'ONU est en cours[Quand ?] et doit rendre ses conclusions.
Kofi Annan, le secrétaire général de l’ONU, a déclaré le 8 août 2006, que « le bombardement par les forces israéliennes du village de Cana semble constituer un exemple des violations du droit international » commises dans le cadre du conflit opposant Israël et le Hezbollah. Annan a plaidé pour une enquête approfondie sur les événements de Cana.

## Crime de guerre
Louise Arbour, haut commissaire de l'ONU pour les droits de l'Homme, a demandé une enquête indépendante pour déterminer s'il s'agit d'un crime de guerre. Une des difficultés est qu'aucun des belligérants n'a signé la convention instituant la Cour pénale internationale, et qu'il n'y a donc aucune juridiction internationale qui soit compétente.

## Réactions internationales

### Belligérants
Liban : Fouad Siniora, le premier ministre libanais a dénoncé "un crime de guerre israélien" et a demandé l'ouverture d'une "enquête internationale". Les négociations au sujet d'un cessez-le-feu ont également été rompues, le gouvernement libanais exigeant désormais une trêve sans conditions. Estimant que le bombardement de Cana est "du terrorisme dans ce qu'il a de pire", il a formulé ses commentaires les plus durs à l'encontre d'Israël depuis le début du conflit. Il a même adopté une position dure en sous-entendant que toute réplique du Hezbollah au bombardement de Cana était justifiée. Le premier ministre a par ailleurs remercié le Hezbollah pour sa lutte menée contre Israël. « Le gouvernement libanais a décrété un deuil officiel d'une journée en hommage aux morts de Cana et à toutes les autres victimes des bombardements israéliens », a décidé dimanche soir le Conseil des ministres libanais. La population libanaise a elle aussi fortement réagi au bombardement de Cana : quelque 5 000 personnes ont participé à une manifestation hier à Beyrouth. Des manifestants ont brûlé des drapeaux américains et s'en sont pris à des bureaux des Nations unies au Liban.
 Israël : Le premier ministre israélien, Ehoud Olmert, a affirmé sa « profonde tristesse » devant la mort des civils mais a rejeté tout cessez-le-feu immédiat. Miri Eisin, la porte-parole du gouvernement a annoncé l'ouverture d'une enquête, tandis qu'un responsable de l'armée israélienne a rejeté la faute du bombardement sur le Hezbollah. 

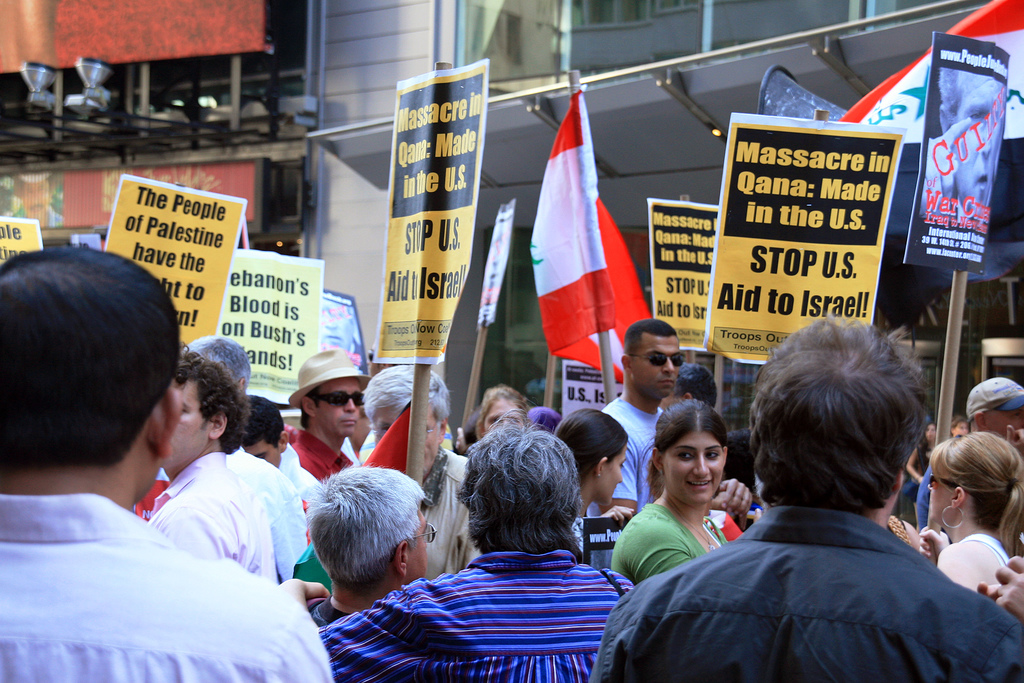
Manifestants à Times Square (New York), demandant que les Israéliens rendent des comptes après le bombardement, le 3 août 2006.

Selon l'armée israélienne, l'effondrement du bâtiment se serait néanmoins produit 7 heures après l'attaque . L'ambassadeur israélien en Égypte, Shalom Cohen, a exprimé dimanche au ministre des Affaires étrangères Ahmed Abul Gheit ses regrets et son chagrin, à la suite de cet incident dramatique.
Hezbollah : Dans un communiqué, le Hezbollah a juré de venger la mort des civils libanais.

### Pays et/ou organisations arabes et/ou musulmans
Algérie : Ce massacre est "le témoignage accusateur de la faillite morale et politique de ceux qui font une guerre injuste au peuple libanais depuis plus de deux semaines", selon le communiqué publié par le ministère algérien des Affaires étrangères. « Ce massacre qui porte à son paroxysme l'horreur des déferlements massifs de violence contre des populations civiles innocentes est à tous égards condamnable », selon le communiqué. De son côté, le chef du gouvernement algérien Abdelaziz Belkhadem a assuré la solidarité du peuple et du gouvernement algériens avec le Liban, lors de ses entretiens téléphoniques dimanche avec son homologue libanais Fouad Siniora et le président de l'Assemblée populaire du Liban Nabih Berri. L'Algérie a décrété un deuil national de trois jours.
 Arabie saoudite : L'Arabie saoudite a dénoncé une « action sauvage ».
 Autorité palestinienne : Le président palestinien Mahmoud Abbas, a qualifié le bombardement de "crime". Le Hamas a juré de perpétrer des attaques contre Israël, y compris éventuellement des attentats suicide. La branche militaire du Djihad islamique a promis de commettre des "attentats suicide" contre Israël "dans les prochains jours" en riposte au bombardement israélien de Cana. Pour sa part, le premier ministre palestinien issu du Hamas, Ismaïl Haniyeh, a dénoncé le "crime affreux" de Cana et a affirmé dimanche que "la guerre israélienne contre le Liban allait échouer à atteindre ses objectifs". Des Palestiniens ont mis à sac les bureaux du quartier général de l'ONU à Gaza lors d'une manifestation.
 Égypte : Dans un communiqué officiel, la présidence égyptienne a exprimé « sa consternation et sa vive condamnation du bombardement israélien irresponsable contre le village libanais de Cana ». Les autorités religieuses l’ont rejoint, par la voix d’Ali Gomaa, le mufti d’Égypte et par celle d’Al Azhar: La plus prestigieuse autorité du monde sunnite a ainsi condamné « le carnage commis par l'armée israélienne à Cana ». Le ministre des Affaires étrangères égyptien, Ahmed Abul Gheit, a exprimé lui aussi la « colère » de l’Égypte face au bombardement de Cana. Il a déclaré que le Caire considérait le gouvernement israélien « entièrement responsable de l’incident de Cana ».
 Irak : Le président irakien Jalal Talabani a condamné le bombardement israélien de Cana et a demandé « un cessez-le-feu immédiat ». Le président Talabani a affirmé qu'il avait « appris la nouvelle des douzaines de personnes assassinées lors des frappes israéliennes sur le village de Cana avec une profonde tristesse et colère ». « Nous condamnons le bombardement de civils et nous renouvelons notre entière solidarité avec le peuple libanais », a-t-il affirmé. "Nous réclamons un cessez-le-feu immédiat et annonçons notre soutien au gouvernement libanais et à ses efforts pour asseoir sa souveraineté sur l'ensemble de son territoire", a dit M. Talabani avant de souligner qu'"il faut faire cesser la destruction à laquelle sont exposés nos frères libanais. Nous demandons à la communauté internationale et aux deux belligérants de prendre des mesures pour aider le peuple libanais qui paie un lourd tribut à la guerre".
 Iran : Hamdi Reza Assefi, le porte-parole du ministère des Affaires étrangères iraniens appelle au calme tout en condamnant le massacre, « les responsables du régime sioniste et certains dirigeants américains doivent être jugés pour les crimes commis au Liban ». Téhéran a déclaré que « le massacre de Cana est le résultat de la visite de Condoleezza Rice dans la région ».
 Jordanie : Dans un communiqué du palais royal, le roi Abdallah II de Jordanie a accusé Israël d'« agression criminelle » et a qualifié le bombardement de « crime répugnant », affirmant qu'il s'agit d'une « violation flagrante des lois internationales ». Il demande la mise en application d'un cessez-le-feu immédiat.
 Libye : La Libye affirme « son soutien le plus total » au Liban face à « l’agression barbare du régime sioniste » dont le pays est l’objet depuis près de trois semaines.
 Maroc : Le ministère marocain des Affaires étrangères et de la Coopération a indiqué que son pays « condamne fermement l’agression odieuse perpétrée par Israël contre le village de Cana, au Liban frère » et exhorté la communauté internationale à agir en vue de mettre fin à la guerre contre le Liban.
 Syrie : « Ce massacre reflète de nouveau la brutalité de l'entité usurpatrice et le terrorisme d’État qu'elle pratique au vu et au su du monde entier », a souligné le président syrien lors de sa conversation téléphonique avec son homologue libanais Emile Lahoud. Le chef d'État syrien a « partagé son choc et sa tristesse en ce qui concerne l'horrible carnage commis par Israël contre les civils innocents à Cana ».
 Tunisie : Le gouvernement tunisien se déclare profondément choqué et consterné par le raid israélien sur Cana. Pour la Tunisie, Israël « viole ainsi ouvertement les principes humanitaires, les chartes et la légalité internationales » et le qualifie de « lâche agression criminelle » et d’« horrible massacre ». Le gouvernement condamne le massacre et demande la mise en application d'un cessez-le-feu au Liban.
La Tunisie a décrété un deuil national de trois jours et la mise en berne des drapeaux sur les bâtiments officiels. La chaîne publique tunisienne, Tunisie 7, a interrompu ses programmes pour diffuser en boucle des versets du Coran, alors que toutes les manifestations culturelles ont été annulées pendant cette période. 
 Turquie : Le ministère turc des Affaires étrangères a vivement condamné le bombardement israélien du village de Cana, qui a tué au moins 54 civils, des enfants pour la plupart. Le ministère a exprimé sa tristesse sur les civils morts dans le raid contre Cana et a condamné l'attaque en avertissant que le Liban était au seuil d'une crise humanitaire.

### Pays occidentaux
Canada : Le ministre des Affaires étrangères canadien, Peter MacKay, a qualifié de tragédie la mort de civils lors du bombardement de Cana par l'armée israélienne. « C'est terrible », a déclaré M. MacKay, qui a aussi souligné le coût élevé de cette offensive pour le peuple du Liban.
M. MacKay a tout de même nuancé la position canadienne dans ce dossier. Le ministre a notamment déclaré qu'il favorisait une solution à long terme à un cessez-le-feu temporaire.
 Espagne : José Luis Zapatero a réitéré son appel à un cessez-le-feu immédiat pour « mettre fin à la violence et éviter d'assister à nouveau à des tragédies de ce genre ».
 États-Unis : Les États-Unis ont exhorté Israël à faire preuve « de la plus grande retenue », sans plaider toutefois pour un cessez-le-feu immédiat. La secrétaire d'État américaine, Condoleezza Rice, qui se trouvait à Jérusalem, a d'abord été contrainte d'annuler une visite à Beyrouth, le gouvernement libanais refusant de lui parler, puis a décidé, selon un responsable américain, d'interrompre sa mission et de rentrer le jour même à Washington, D.C.. Selon Nicholas Burns, numéro trois de la diplomatie américaine, le bombardement de Cana ne constitue pas un crime de guerre.
 Finlande : La Finlande qui préside l'UE s'est dite choquée et appelle à un cessez-le-feu.
 France : Jacques Chirac a pris connaissance avec consternation de l'acte de violence qui a coûté la vie à de nombreuses victimes innocentes notamment des femmes et des enfants à Cana, au Liban, selon un communiqué publié par l'Élysée. La France condamne cette action « injustifiable » qui montre plus que jamais la nécessité de parvenir à un cessez-le-feu immédiat sans lequel d'autres drames ne peuvent que se répéter, selon la présidence. François Hollande a condamné le bombardement au nom du Parti socialiste. Il a demandé que la France saisisse le Conseil de sécurité de l'ONU pour qu'un cessez-le-feu soit établi au Liban. 
 Grèce : La Grèce s'est dite atterrée par le bombardement qu'elle qualifie de « tuerie massive ».
 Royaume-Uni : Le Premier ministre britannique, Tony Blair, a quant à lui qualifié les frappes contre Cana d’« absolument tragiques ». La ministre des Affaires étrangères britannique, Margaret Beckett a qualifié le bombardement de Cana de tragédie pour les familles et pour le peuple libanais.
 Vatican : Le pape Benoît XVI a lancé un nouvel appel à l'arrêt des hostilités au Liban, devant des milliers de fidèles : « Rien ne peut justifier le versement de sang innocent, de quelque côté que ce soit ». Il a ajouté dans une allusion à la tragédie de Cana, le village libanais bombardé par les Israéliens : « Nos yeux sont pleins des images effrayantes des corps martyrisés de tant de personnes, en particulier d'enfants », avant de renouveler ses exhortations en vue d'« une solution politique définitive de la crise ».

### Autres pays
Afrique du Sud : Le président sud-africain, Thabo Mbeki, a exprimé dans une lettre officielle « son intense indignation » et a souligné que l’Afrique du Sud soutiendrait tous les efforts des Nations unies pour aboutir à un cessez-le-feu.
 Chine : La Chine a condamné et a demandé un cessez-le-feu immédiat.
 Maurice : L’île Maurice dénonce, dans un communiqué, « les attaques israéliennes contre le Liban » et l’usage que fait Israël de sa force militaire pour frapper de « manière indiscriminée » le Liban.
 Sénégal : Le gouvernement sénégalais dénonce « l’usage disproportionné de la force et les tueries de civils innocents de la part de l’État d’Israël », exprime sa solidarité et appelle à « la cessation immédiate des dérives et surenchères de tout bord ».
 Venezuela : Le président vénézuélien, Hugo Chávez, a condamné l'attaque israélienne sur Cana, en qualifiant le massacre de « crimes de nazi ».

### Organisations internationales
Ligue arabe : Amr Moussa, le secrétaire général de la Ligue arabe, a dénoncé une « agression barbare ». Amr Moussa a notamment demandé au Conseil de sécurité de l'ONU de « prendre ses responsabilités et de faire pression sur Israël pour mettre fin » immédiatement à ces attaques « sauvages » et réclamé une enquête internationale « sur cette tuerie et sur les autres crimes de guerre commis par Israël au Liban ».
 Organisation de la conférence islamique : L'organisation de la conférence islamique, dénonce un « crime de guerre » et a appelé le Conseil de sécurité des Nations unies à « agir d'urgence pour adopter une résolution proclamant un cessez-le-feu et amener Israël à stopper son agression ».
 Organisation des Nations unies : Réuni en séance extraordinaire à New York, dimanche soir, le Conseil de sécurité des Nations unies a adopté une déclaration dans laquelle il « déplore fortement la perte de vies innocentes » dans le bombardement israélien du village libanais de Cana, mais sans le condamner explicitement. Le représentant de l'ONU au Liban a quant à lui condamné le raid israélien, et a demandé l'ouverture d'une enquête immédiate. Kofi Annan a demandé aux 15 membres du Conseil de sécurité de condamner les bombardements dans les termes les plus fermes. Pour sa part, la haute-commissaire de l'ONU pour les droits de l'homme a demandé la tenue d'une enquête indépendante sur le bombardement de Cana. Condamnant fermement le raid israélien sur le village libanais, Louise Arbour a jugé nécessaire la mobilisation d'experts internationaux « afin d'établir les faits et d'effectuer une analyse juridique impartiale ».
Le 8 août 2006 Kofi Annan déclare que le bombardement par les forces israéliennes du village de Cana, semble constituer un exemple des violations du droit international commises dans le cadre du conflit opposant Israël et le Hezbollah. Annan a plaidé pour une enquête approfondie sur les événements de Cana.
 Union africaine : Dans un communiqué publié au siège général de l'UA, le président de la Commission de l'UA Alpha Oumar Konaré a indiqué qu'il était « affligé et choqué par ces attaques mortelles et aveugles » sur le village. Il a condamné « avec les termes les plus énergiques, ces attaques, qui ne peuvent pas être justifiées dans n'importe quelle circonstance et qui est à l'encontre des critères fondamentales de la loi humanitaire internationale ». M. Konare a demandé à Israël de « mettre fin immédiatement à ses campagnes militaires et de coopérer complètement avec la communauté internationale pour parvenir à une solution durable à la crise actuelle ». Il a appelé le Conseil de sécurité de l'ONU et tous les membres concernés de la communauté internationale à « assumer pleinement leur responsabilité en amenant une fin immédiate à la violence en cours ».
 Union européenne : La Commission européenne a condamné ce bombardement qu'elle juge horrible, et a réitéré son appel à un cessez-le-feu. Le haut représentant pour la politique étrangère de l'Union européenne, Javier Solana, a lui aussi condamné l'attaque : « Rien ne pouvait justifier cela », a-t-il déploré dans un communiqué.
Human Rights Watch : elle considère le massacre de Cana comme un crime de guerre et en juge Israël responsable. HRW dit qu'Israël n'a pu fournir aucune preuve de l'existence d'installation militaire du Hezbollah.
Le bureau de HRW à Beyrouth reproche à l'armée israélienne de s'attaquer indifféremment à des cibles militaires et civiles au sud du Liban.
Organisation pour la sécurité et la coopération en Europe : Le président en exercice de l’OSCE et ministre belge des Affaires étrangères, Karel De Gucht, a condamné lundi les frappes aériennes d’Israël sur Cana. « Je condamne les frappes aériennes d’Israël contre Cana qui ont fait des dizaines de tués et de blessés, dont beaucoup d’enfants, parmi des civils libanais ». « Si Israël a le droit de se défendre, je considère une telle attaque tout à fait disproportionnée et absolument injustifiée ». « Dans le contexte de l’escalade de la violence, j’exhorte à un cessez-le-feu immédiat », souligne dans sa déclaration Karel De Gucht.

## Réactions de la presse internationale
De nombreux journaux européens ont estimé lundi que la mort de dizaines de civils à Cana dans des bombardements israéliens avait miné la position de l'État hébreu sur la scène internationale et pouvait annoncer un tournant de la guerre.
Pour une grande partie de la presse, la tragédie a permis au Hezbollah de marquer des points et d'aborder en position de force relative la phase de négociations. Elle va aussi à l'encontre des buts affichés par Israël en risquant d'alimenter le terrorisme qu'il veut combattre. 
La presse britannique juge que le bombardement meurtrier de Cana dessert profondément la cause d'Israël au Liban, évoquant souvent « un crime de guerre ».
Israël, écrit le Times, devra « changer de stratégie militaire » car, ajoutent le Guardian comme l’Independent, la stratégie retenue ne fait qu'accroître le soutien au Hezbollah.
« Ceci n'est pas se défendre », clame le quotidien italien La Stampa, avançant un argument largement repris dans la presse européenne où l'indignation prévaut. 
Globalement très sévères, les journaux allemands soulignent qu'Israël devra payer le prix politique du drame.
« Même si le Hezbollah sort grandement affaibli de cette guerre (...) il peut remporter une nette victoire de propagande », écrit le Financial Times Deutschland. « Les islamistes radicaux, invaincus sur le terrain, vont renforcer dans la région leur image de héros, seuls capables de combattre le sionisme », relève-t-il. 
Pour la Frankfurter Allgemeine Zeitung, « il est maintenant grand temps d'amener les Syriens dans le jeu ». 
La presse russe juge aussi que le drame de Cana, qui a fait 52 morts dont 30 enfants, risque de « coûter cher » à Israël en termes d'image et de soutiens politiques. 
« Si le nombre d'enfants tués est dix fois supérieur à celui des hommes armés (...), peut-on dire que c'est une guerre contre le terrorisme ? », s'interroge le journal économique Kommersant.
« L'aviation israélienne a rayé tous les espoirs d'une fin rapide de la guerre au Liban », souligne le quotidien Izvestia, une opinion qui va à l'encontre des analyses prévoyant au contraire une accélération des efforts pour un cessez-le-feu. 
À Bruxelles, Le Soir juge également que « tuer des centaines de civils ne constitue un moyen ni efficace ni admissible ». « D'évidence, ce carnage engendre plus de haine, plus de terrorisme », écrit-il.
Plusieurs journaux français évoquent la suite du conflit. 
Le Figaro titre : « Cana : le tournant de la guerre ».
« Est-on au tournant de la guerre ? », s'interroge Le Parisien. 
Pour La Croix, « avant même sa conclusion, cette nouvelle guerre du Liban est en train de démontrer qu'une politique, aussi légitime soit-elle, se ruine en utilisant des moyens iniques ».
Libération écrit que « le cynisme du Hezbollah a payé, et les Israéliens ont échoué dans leur but de guerre principal qui était de, sinon l'anéantir complètement, du moins l'affaiblir gravement, avant toute solution diplomatique. »
L'Humanité élargit le débat aux États-Unis. « Depuis 2001 les États-Unis ont choisi la guerre comme mode de recomposition du monde. Et Israël vient de franchir un pas inconsidéré pour les accompagner dans cette folle croisade », estime le quotidien. 
Aux Pays-Bas, de Volkskrant pense que Washington a au contraire un rôle modérateur à jouer. « Israël doit utiliser le moment pour se livrer à une sérieuse introspection autocritique (...). Les États-Unis doivent l'y pousser », dit-il.
Pour le quotidien suisse Le Temps, le bombardement de Cana inscrit « l'un des chapitres les plus noirs de l'histoire du Proche-Orient ». « L'illusion s'est évanouie selon laquelle un Blitzkrieg israélien éliminerait le Hezbollah et installerait un rapport de force propice ». 
En Espagne, le journal conservateur ABC estime aussi qu'« Israël n'a rien gagné du point de vue militaire (...) et porte sur les épaules le poids d'une tragédie qui a affaibli sa position dans les inévitables négociations de paix qui devront avoir lieu au plus tôt ». 
En Turquie, le quotidien Hurriyet note également que les bombes de Cana « ont touché Israël ».
« Israël ne doit pas transformer sa défense en arme d'auto-destruction », renchérit au Portugal le Diario de Noticias.
Analyse proche au Danemark de Politiken qui écrit que « les États-Unis et Israël sont sur la défensive ».